# Oxygen (canal de televisión)
Oxygen (al aire nombrado como Oxygen True Crime) es una cadena de televisión estadounidense propiedad de la división NBCUniversal Media Group, siento este segmento comercial de NBCUniversal (NBCU), la cual a su vez es una subsidiaria de Comcast. El canal transmite principalmente programas sobre crímenes reales y dramas dirigidos a mujeres.
La cadena fue fundada por Geraldine Laybourne y Oprah Winfrey, y ofrecía un formato centrado en programas de entretenimiento y estilo de vida orientados a las mujeres, similar a canales de la competencia como Lifetime. NBCU adquirió la cadena en 2007; bajo su propiedad, la cadena produjo cada vez más reality shows dirigidos a ese grupo demográfico y fue relanzada en 2014 para apuntar a una audiencia femenina "moderna" y más joven. Después de que la cadena experimentara éxitos de audiencia con un bloque de programación dedicado a ese tipo de programación, Oxygen fue relanzada a mediados de 2017 para centrarse principalmente en programas sobre crímenes reales. El canal inicialmente operó como una señal de cable; sin embargo, en 2022 Oxygen comenzó a operar también como una cadena de televisión de multidifusión digital en subcanales de NBC Owned Television Stations.
En noviembre de 2023, Oxygen estaba disponible para aproximadamente 59 millones de hogares con televisión de paga en los Estados Unidos, cifra inferior al pico de 2012 de 80 000 000 de hogares. En su formato actual, el canal compite principalmente con Investigation Discovery y HLN.

## Historia

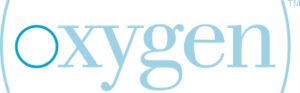
Hasta 2004, la palabra entera se escribía en letras minúsculas.

La empresa privada Oxygen Media fue fundada en 1998 por la exejecutiva de Nickelodeon Geraldine Laybourne, la presentadora de programas de entrevistas Oprah Winfrey, la ejecutiva de medios Lisa Gersh y los productores Marcy Carsey, Tom Werner y Caryn Mandabach (famosa por Carsey-Werner).Laybourne fue la fundadora, presidente y directora ejecutiva del servicio, y permaneció en el canal hasta la venta a NBCUniversal. La cadena de televisión por suscripción de la empresa, Oxygen, se lanzó el 1 de febrero del 2000.
La primera sede del canal estuvo en Battery Park City, en la ciudad de Nueva York, cerca del World Trade Center. El canal dejó de emitirse el 11 de septiembre de 2001; el canal de noticias regional NY1, propiedad de Time Warner Cable, siguió transmitiéndose para todos los suscriptores de Oxygen en todo el país hasta que el estudio reabrió una semana después del ataque.
A mediados de la década de 2000, fue adquirida por The Walt Disney Company en participación de Oxygen.
Las operaciones de la cadena se consolidaron más tarde en Chelsea Market, una antigua fábrica de Nabisco en la calle 15 y la Novena Avenida de Nueva York. Las operaciones de Oxygen ahora tienen su sede en 30 Rockefeller Plaza como parte de la consolidación de las propiedades de NBCUniversal de Comcast, que recientemente fueron adquiridas.
El canal comenzó originalmente como un servicio interactivo centrado en programación original con algunas repeticiones (como las de Kate & Allie), y presentaba una barra negra en la parte inferior de la pantalla (conocida como "la franja", que ocupaba el 12% inferior de la pantalla) que mostraba diversa información (la parte interactiva involucraba el sitio web del canal); la técnica fue clonada por el precursor de Spike, The New TNN; la franja finalmente se eliminó un tiempo después. Antes de 2005, el canal transmitía una programación limitada de partidos de la temporada regular de la WNBA producidos por NBA TV. Más tarde, la cadena comenzó a centrarse principalmente en reality shows, repeticiones y películas. Durante un tiempo, a lo largo de la emisión del programa de entrevistas, Oxygen emitió repeticiones con retraso de una semana de The Tyra Banks Show. El show de yoga, meditación y ejercicio Inhale fue el último programa inaugural de Oxygen al aire en la era NBCUniversal del canal, aunque en repeticiones; este se canceló en 2010.
Campus Ladies, Bliss, Oprah After the Show, Talk Sex with Sue Johanson, The Janice Dickinson Modeling Agency, Snapped, Girls Behaving Badly y Bad Girls Club, un reality show, fueron los programas más destacados de la cadena en ese momento. Oxygen se lanzó con distribución inmediata de DirecTV y llegó a Dish Network a principios de 2006 durante el conflicto de transmisión de ese proveedor con Lifetime.

### Adquisición por parte de NBC Universal

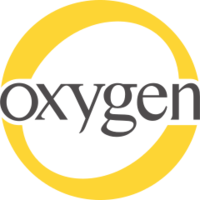
Logotipo de Oxygen (2008-2014)

El 9 de octubre de 2007, NBC Universal anunció que compraría Oxygen de The Walt Disney Company por 925 millones de dólares estadounidenses. La venta se completó el 20 de noviembre de 2007. La división de cable de NBC Universal anunció en una presentación preliminar de la industria el 23 de abril de 2008 que el canal cambiaría su marca y revelaría un nuevo logotipo el 17 de junio de 2008; en los meses posteriores a la presentación, el título Oh! se eliminó de la imagen corporativa del canal. El logotipo se estrenó una semana antes, el 8 de junio de 2008.
Para los Juegos Olímpicos de Verano de 2008, Oxygen transmitió eventos y contó con programación especial durante la semana relacionados con la gimnasia, la equitación y la natación sincronizada a través de las transmisiones olímpicas de NBC. El 29 de junio de 2009, Oxygen estrenó Dance Your Ass Off, un programa de telerrealidad sobre una competencia de baile en la que personas con sobrepeso bailan mientras pierden peso; el programa fue cancelado después de su segunda temporada debido a los bajos índices de audiencia. El 5 de abril de 2010, Oxygen lanzó su segunda noche de programación original con el estreno de la quinta temporada de Tori & Dean: Home Sweet Hollywood.
Tras la adquisición de NBC Universal por parte de Comcast y el reemplazo de último momento de su canal de suscripción Style Network por Esquire Network (que originalmente estaba destinado a reemplazar a G4) el 23 de septiembre de 2013, algunos de sus programas adquiridos se distribuyeron en Oxygen.

Logotipo de Oxygen (desde 2014 hasta 2017)

En abril de 2014, como parte de un reenfoque gradual de las señales de televisión de pago para mujeres de NBCU por parte de la nueva jefa de división Bonnie Hammer y el nombramiento de Frances Berwick como directora de Oxygen y la cadena hermana Bravo, se reveló que Oxygen experimentaría un cambio en su estrategia de programación para centrarse en una audiencia femenina "moderna" y joven. Berwick explicó que la nueva programación, que incluía series futuras como Fix My Choir, Funny Girls, Nail'd It, Sisterhood of Hip Hop, Street Art Throwdown y spin-offs planificados de Preachers of L.A., «ofrecerá la frescura, autenticidad, alto nivel emocional y optimismo que este grupo demográfico está buscando», y que muchos de los nuevos programas «apelarán a cosas que son importantes en las vidas de las mujeres jóvenes de la generación del milenio» y serán «auténticos». Como parte del reenfoque, la cadena también introdujo un nuevo eslogan: «Very Real» («Muy Real»).

### Reenfoque en eltrue crime
En diciembre de 2016, se informó que NBCUniversal estaba considerando rebautizar a Oxygen como un canal orientado al true crime. Desde 2015, el género había tomado un creciente interés, especialmente entre las adultas jóvenes. La cadena había introducido un bloque de horario estelar conocido como Crime Time de viernes a lunes (con series como Snapped como eje central), que había ayudado a Oxygen a obtener un aumento del 42% en la audiencia total y un aumento del veintidós porciento entre las mujeres de 25 a 54 años. Según se informó, NBCUniversal había estado en conversaciones con Dick Wolf, productor de las franquicias Law & Order y Chicago de NBC, para tomar una participación accionaria en un canal renombrado que podría estar conformado por repeticiones de los programas mencionados. En enero de 2017, la cadena también comenzó una incursión en el podcasting, con la serie sobre crímenes reales Martinis & Murder.
En febrero de 2017, NBCUniversal confirmó que planeaba cambiar el formato de Oxygen para centrarse en una programación sobre crímenes reales dirigida a mujeres. La nueva programación estuvo acompañada de un cambio de marca más importante que se produjo más adelante en ese año, con un nuevo logotipo que presenta el nombre de Oxygen representado al estilo de una cinta policial amarilla. La nueva programación de Oxygen se ha construido en gran medida en torno a su biblioteca existente de programas sobre crímenes reales, como Snapped y sus diversos spin-offs. La presidenta de NBCUniversal Lifestyle Networks, Frances Berwick, explicó que no habían descartado añadir repeticiones de programas policiales fuera de su emisora original, como las franquicias de Chicago, CSI y NCIS (las dos últimas ya habían sido emitidas por la cadena en ese momento). Berwick declaró que el canal no había determinado el destino de su programación no criminal, como Bad Girls Club, después de que entrase en vigencia el cambio de marca completo.
Durante sus presentaciones preliminares, Oxygen dio a conocer otros nuevos shows sobre crímenes que estaban en desarrollo para la próxima temporada de televisión, como la nueva serie de Dick Wolf, Criminal Confessions, una docuserie sobre el asesinato de Jessica Chambers coproducida con BuzzFeed, financiado por NBCUniversal, y una nueva temporada de Cold Justice (también creada por Wolf, que había sido cancelada por TNT). En septiembre de 2017, Oxygen y USA Network adquirieron repeticiones fuera de la emisora original de Chicago P.D., que se agregaron a sus programaciones en octubre de 2017.

## Internacional
El 17 de octubre de 2024, NBCUniversal anunció un acuerdo con Bell Media para lanzar una versión canadiense de Oxygen el 1 de enero de 2025. El canal será un relanzamiento de su formato similar a Investigation Discovery, luego de la pérdida de los derechos de Bell sobre las marcas de canales factuales de Warner Bros. Discovery a manos de Rogers Media.